# Bruinstuitsalangaan
De bruinstuitsalangaan (Aerodramus mearnsi) is een gierzwaluw die alleen voorkomt in de Filipijnen.

## Algemeen
De bruinstuitsalangaan is een zwaluw van gemiddeld grootte. De mannetjes en vrouwtjes van deze soort lijken sterk op elkaar. De bovenzijde van de vogel is zwart, waarbij de kop, de vleugels en de staart een blauwe tint hebben. De onderzijde van de vogel is bruinachtig grijs met een enigszins donkerder  onderzijde van de staart. De snavel is zwart, de ogen zijn bruin en de poten weer zwart.
Deze soort wordt inclusief staart 10,5 centimeter en heeft een vleugellengte van 11 centimeter.

## Ondersoorten en verspreiding
Er zijn geen verschillende ondersoorten van de bruinstuitsalangaan bekend. De vogel is te vinden op de eilanden Bohol, Camiguin, Cebu, Luzon, Mindanao, Mindoro, Negros, Palawan en Panay.

## Leefgebied
De bruinstuitsalangaan is te vinden boven bossen en open stukken in die bossen boven de 900 meter boven zeeniveau.

## Voortplanting
Deze soort paart vermoedelijk rond februari. De nesten worden aan de wanden van donkere grotten gemaakt.